# Cantó de Rosny-sous-Bois
El cantó de Rosny-sous-Bois és un antic cantó francès del departament de Sena Saint-Denis, que estava situat al districte de Bobigny. Comptava amb el municipi de Rosny-sous-Bois.
Al 2015 va desaparèixer i el seu territori va passar a formar part del nou cantó de Montreuil-1.

## Municipis
- Rosny-sous-Bois

## Història
| Data d'elecció                           | Identitat       | Partit | Qualitat |
| ---------------------------------------- | --------------- | ------ | -------- |
| 1967-1985                                | Roger Daviet    | PCF    |          |
| 1985-2004                                | Claude Pernès   | UDF    |          |
| 2004-                                    | Claude Capillon | UMP    |          |
| les dades anteriors no són pas conegudes |                 |        |          |
|                                          |                 |        |          |

## Demografia
| A partir de 1990: Població sense dobles comptes |